# Kelagalale, Arkalgud
Kelagalale là một làng thuộc tehsil Arkalgud, huyện Hassan, bang Karnataka, Ấn Độ.